# 哈特勒斯鎮區 (北卡羅萊納州戴爾縣)
哈特勒斯鎮區（英語：Hatteras Township）是位於美國北卡羅萊納州戴爾縣的一個鎮區。

## 地方資料
哈特勒斯鎮區的面積為40.92平方千米，皆為陸地。根據2020年美國人口普查的數據，當地共有人口2445人，而人口密度為每平方千米59.75人。